# Fédération espagnole de rugby à XV
La Fédération espagnole de rugby à XV (Federación Española de Rugby ou FER) est une organisation membre de l'International Rugby Board (IRB) qui régit l'organisation du rugby à XV en Espagne. Elle est un des membres fondateurs de la FIRA – Association européenne de rugby.
Elle regroupe les fédérations autonomes, les clubs, les associations, les sportifs, les entraîneurs, les arbitres, pour contribuer à la pratique et au développement du rugby dans tout le territoire espagnol.  

## Historique
La fédération fut créée en 1923. Le rugby n'a pas la popularité du football ou du basket-ball... La France a toujours tissé des liens avec l'Espagne: échange entre catalans, basques, influence des collèges et des lycées français.

## Liste des présidents
- Alfonso Mandalo Vázquez
- Javier González Cancho